# 安孫子藤吉
安孫子 藤吉（あびこ とうきち、1904年2月22日 - 1992年4月6日）は、日本の農林官僚、政治家。位階は正三位、勲等は勲一等。山形県知事（公選第3-7代）、自由民主党参議院議員を務めた。

## 来歴・人物

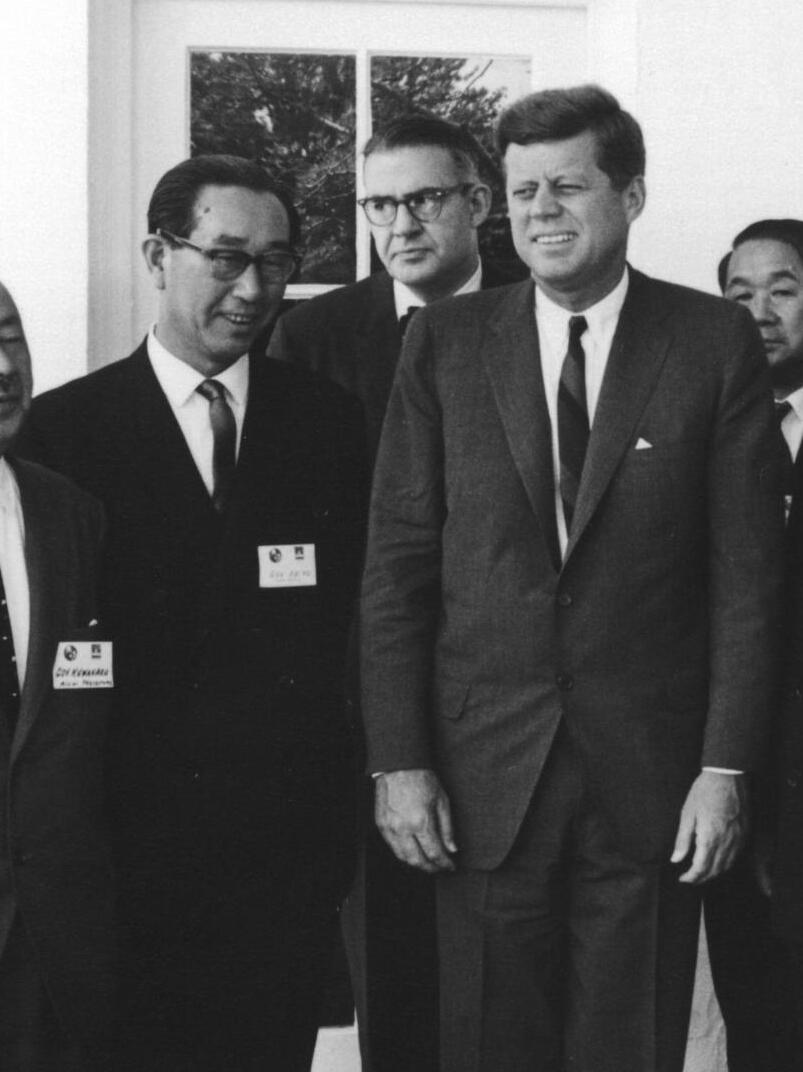
1962年5月21日、ホワイトハウスにて（左）。右はジョン・F・ケネディ大統領。

山形県寒河江市出身。旧制鎌倉中学（現：鎌倉学園）、旧制山形高校を経て、1929年 東京帝国大学法学部法律学科卒業後、農林省に入省（畜産局嘱託）。米穀局外地・内地課長、大臣官房会計課長、食糧管理局次長等を歴任。
1949年に初代食糧庁長官に就任。長官在任時にコメの統制撤廃を打ち出した吉田内閣の方針に強く反対して退官した。
退官後の1955年、三選を目指した村山道雄知事が繰り上げ辞任で選挙にのぞむことに県政界が反発。反村山陣営から出馬を要請され、山形県知事選挙に立候補し初当選。連続5期務めた。任期中はまず、県財政の再建に取り組み、その後、後進県からの脱却を目指し、産業構造の高度化や福祉、人づくりの施策を進め、県民会館の建設、山形空港の開港、酒田北港や新県庁舎の建設、山形大学医学部の設置、米作り日本一の達成等に尽力した。
1974年の第10回参議院議員通常選挙に山形県選挙区から立候補し初当選。2期務める。1980年12月から1981年11月まで病気で途中辞任した石破二朗の後任として鈴木善幸内閣の自治大臣兼国家公安委員長を務め、1986年に政界から引退する。その後、エフエム山形の会長などを務めた。
1992年4月6日、呼吸不全のため、死去した。88歳没。同年4月14日に特旨を以て正五位から位四級を追陞され、死没日付をもって正三位に叙され、旭日大綬章を追贈された。

## 叙位・叙勲
- 1980年11月3日 - 勲一等瑞宝章 叙勲[4]。
- 1982年3月 - 寒河江市名誉市民
- 1992年4月6日 - 正三位 叙位 旭日大綬章 叙勲。
- 1992年4月14日 - 故正五位 安孫子藤吉 特旨を以て位四級追陞[3]。